# Enrico III di Francia
Enrico III di Valois (Fontainebleau, 19 settembre 1551 – Saint-Cloud, 2 agosto 1589) fu re di Francia dal 1574 al 1589. Quarto figlio di Enrico II e di Caterina de' Medici, fu l'ultimo re della dinastia Valois-Angoulême.
L'11 maggio (giorno della Pentecoste) 1573, fu eletto Re di Polonia, con il nome di Enrico di Valois (in polacco: Henryk Walezy); giurò a Parigi, di fronte a una delegazione di nobili polacchi, la sua fedeltà agli Articoli enriciani e regnò sulla Polonia fino al 18 giugno 1574, quando, saputo della morte del fratello Carlo, scappò dalla Polonia per salire al trono di Francia. Fu consacrato a Reims il 13 febbraio 1575 con il nome di Enrico III e il 15 febbraio sposò Luisa di Lorena-Vaudémont.
Salendo sul trono francese, Enrico III si trovò davanti un Paese diviso, dove la sua autorità era solo parzialmente riconosciuta. Debole di salute, dedito a comportamenti edonistici e poco accorto economicamente (aspetti sui quali i pamphlet degli avversari politici si accanirono) non riuscì a risolvere i gravi problemi religiosi, politici ed economici che attanagliavano il regno, che anzi si esacerbarono. Durante i 15 anni del suo regno si succedettero ben quattro guerre di religione. Enrico III dovette lottare contro partiti politico-religiosi, regolarmente sostenuti da potenze straniere, che finirono per minare la sua autorità: in particolare quello dei Malcontent, guidato dal fratello minore Francesco Ercole di Valois, quello degli ugonotti, rappresentati principalmente da Enrico di Navarra, e la Lega cattolica, capeggiata dai Guisa e sostenuta dagli spagnoli. Alla fine fu proprio un membro della lega a porre fine al regno dei Valois. Il 1º agosto 1589 venne accoltellato da Jacques Clément (un frate fanatico della Lega), pochi mesi dopo avere ordinato l'assassinio degli ambiziosi fratelli Guisa, Enrico e Luigi e morì il giorno seguente.

## Biografia

### Giovinezza

#### Infanzia

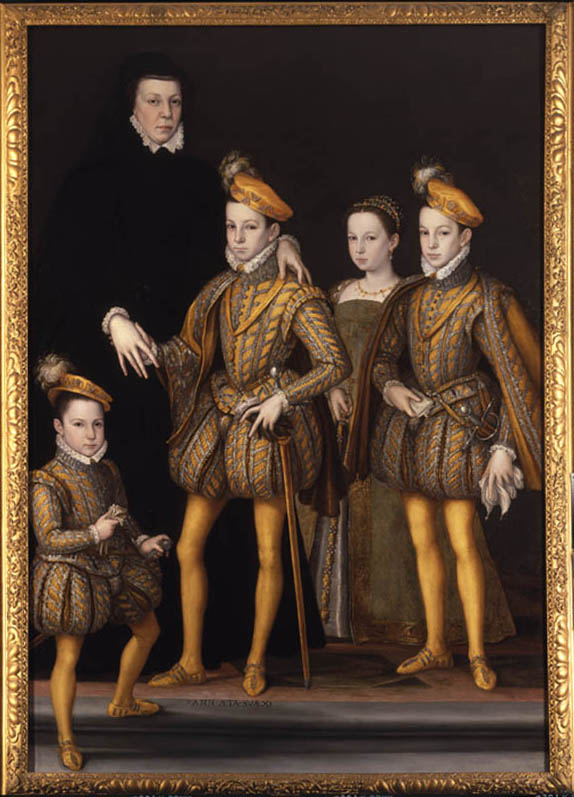
Caterina de' Medici in abiti vedovili e i figli: da sinistra, Francesco d'Alençon, re Carlo IX, Margherita e Enrico d'Angiò. 1561 circa

Nato nel castello di Fontainebleau, era il quarto figlio del re di Francia Enrico II e di Caterina de' Medici. Venne inizialmente battezzato con i nomi di Alessandro Edoardo e nominato duca d'Angouleme. Nel 1560, con l'ascesa al trono del fratello Carlo IX, divenne duca d'Orléans. Al momento della cresima a Tolosa (17 marzo 1565) nella cattedrale di Saint-Étienne, cambiò il nome in Enrico, in onore del padre. L'8 febbraio 1566, divenne duca d'Angiò.
Fino alla morte di suo padre Enrico crebbe con i suoi fratelli e sorelle nei castelli di Blois e Amboise. Durante la prima infanzia, venne affidato a vari tutori, in particolare a Jacques Amyot ricevendo un'istruzione classica.
Durante l'infanzia, influenzato dagli scontri fra cattolici e ugonotti, si divertiva a bruciare il libro di preghiere di sua sorella Margherita - racconta lei stessa nelle proprie Memorie -, dandole in cambio quelli ugonotti, dileggiando la religione cattolica, senza che sua madre se ne preoccupasse più di tanto.
Fin dalla giovinezza Enrico fu molto amato dalla madre Caterina de' Medici, che sfruttò tutte le occasioni per metterlo in luce.
Egli esercitò molto presto il ruolo di principe reale, come testimonia la sua presenza ufficiale agli Stati Generali del 1561. Nel 1565, a solo quattordici anni, in occasione dell'incontro di Bayonne, fu incaricato di andare in Spagna a trovare sua sorella, la regina Elisabetta di Valois. Il giovane principe si fece notare per la sua eleganza e l'amore per il lusso.

#### Luogotenente generale del regno
La madre desiderava che Enrico diventasse un appoggio sicuro per la monarchia. A sedici anni Enrico diventò luogotenente generale. Questa altissima carica militare lo pose al secondo posto del regno, dopo il re suo fratello.
Sfortunatamente le ambizioni politiche di Luigi, principe di Condé, che ambiva al trono, provocarono una forte rivalità tra lui e il principe, che innescò la ripresa delle ostilità tra il re e i protestanti di cui Condé era il capo. Enrico si impegnò allora personalmente nella seconda e terza guerra di religione e grazie ai suoi luogotenenti si fece onore vincendo le battaglie di Moncontour e di Jarnac. Nel corso di quest'ultima il principe di Condé rimase ucciso.
I successi militari di Enrico e il suo comportamento da principe ideale lo resero popolare e provocarono la gelosia del fratello Carlo IX. Il duca d'Angiò dovette molto presto confrontarsi con la politica. Più vicino ai Guisa che ai Montmorency - nel seno del consiglio reale dove la madre l'aveva introdotto - predicava una politica di rigore contro i protestanti.

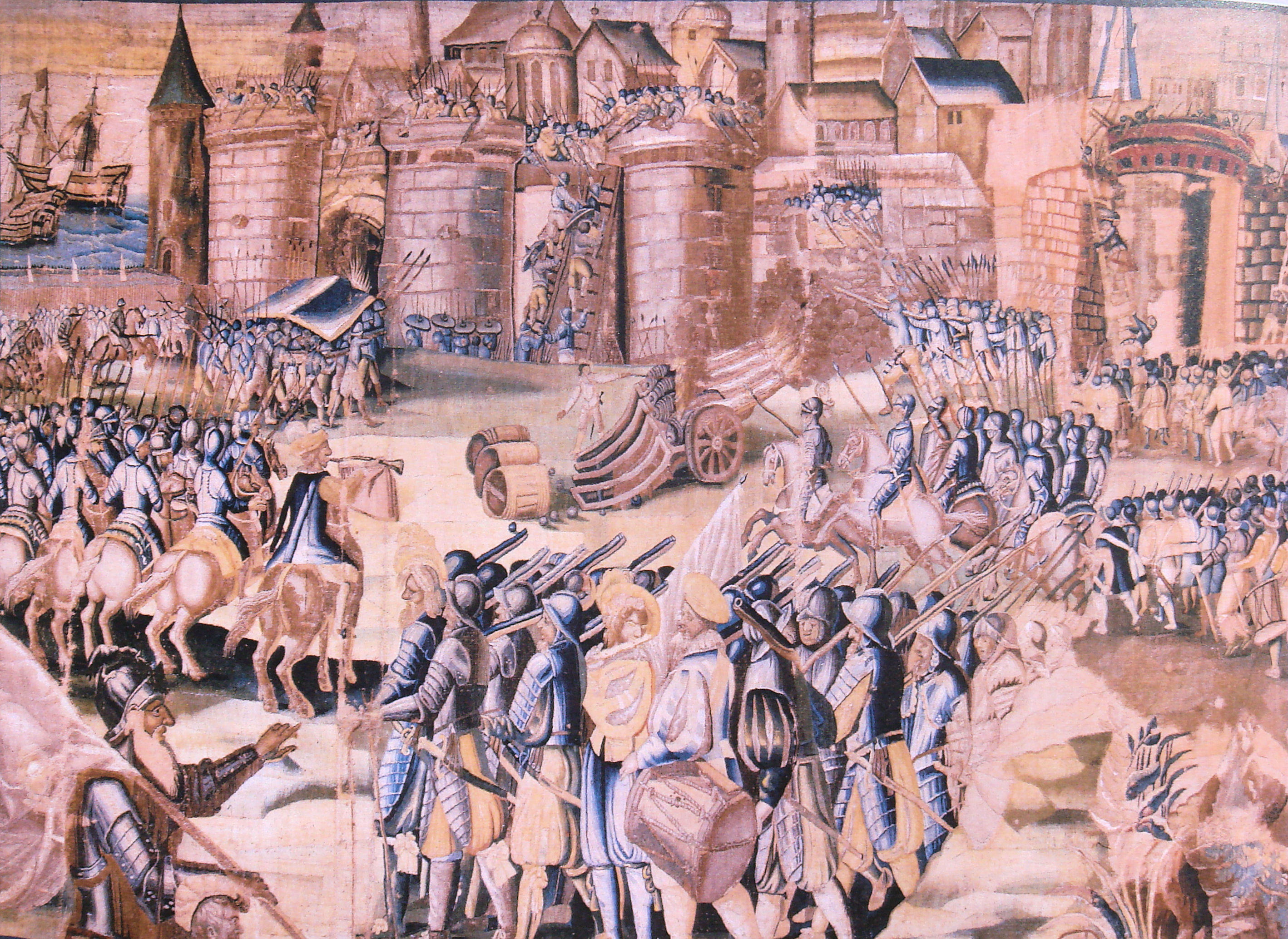
L'assedio a La Rochelle del 1573 a cui partecipò Enrico d'Angiò

Dopo la pace di Saint-Germain, Caterina de' Medici iniziò una serie di trattative matrimoniali per i suoi figli: dopo le nozze del re con la figlia dell'imperatore Massimiliano II, per Enrico pensò a Elisabetta I, regina d'Inghilterra, ma il duca rifiutò la proposta per motivi religiosi. Inoltre il principe era innamorato della bella Maria di Clèves, moglie del Condé.
Durante gli eventi passati alla storia con il nome di notte di san Bartolomeo (24 agosto 1572), Enrico stava dalla parte del duca di Montmorency, governatore di Parigi. Non vi è prova di una partecipazione diretta del principe al massacro, ma una delle ipotesi per spiegare l'intervento di Carlo IX a legalizzare l'uccisione dei capi ugonotti è che era emerso il suo coinvolgimento nel tentato assassinio di Coligny che lo precedette e in buona parte giustificò.
Nel popolo il fanatismo religioso non si era spento e si stava diffondendo anche un grande malcontento. Tra i sudditi non vigeva più il caratteristico attaccamento alla monarchia, che da tempo non era capace di garantire pace e stabilità. Nelle città come La Rochelle, in cui il credo ugonotto era più radicato, venne messa in discussione l'autorità regale. Per ristabilirvi il potere regale Enrico prese d'assedio la città per parecchi mesi, ma senza successo.

### Re di Polonia

Stemma di Enrico V re di Polonia

#### L'elezione al trono polacco

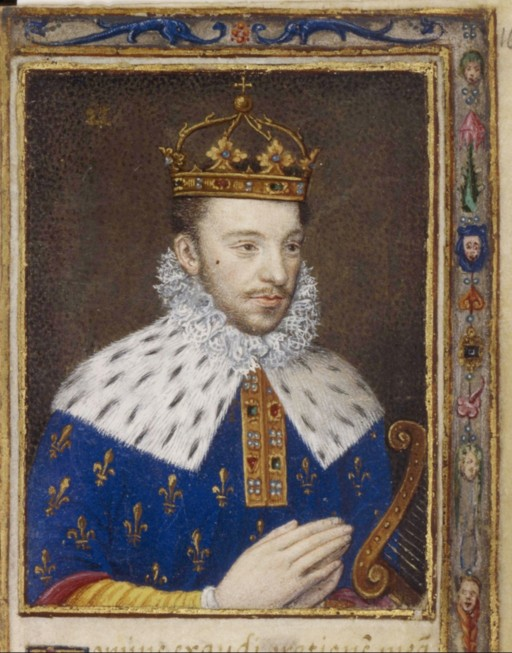
Enrico di Valois, ritratto nel libro di preghiera di Caterina de' Medici

Il duca d'Angiò ebbe l'occasione di riscattarsi grazie a sua madre: giunse infatti la notizia della sua elezione come re di Polonia. Caterina aveva infatti inviato il vescovo di Valence, Jean de Montluc, come ambasciatore straordinario per sostenere davanti al Sejm, il parlamento polacco-lituano, la candidatura del figlio al trono elettivo della Repubblica delle Due Nazioni, nata nel 1569 con l'atto di unione di Lublino. Grazie alla sua abilità di diplomatico e al denaro francese, Montluc riuscì a convincere l'assemblea ed Enrico fu eletto "Z Bożej łaski król Polski i wielki książę litewski" re della Confederazione polacco-lituana, con il nome di Henryk Walezy, cioè Enrico di Valois, il 9 maggio 1573, anche se la proclamazione ufficiale avvenne due giorni dopo.
A seguito di ciò venne smobilitato l'assedio a La Rochelle e fu firmato l'editto di Boulogne (11 luglio 1573), per permettere all'esercito e al duca d'Angiò di potere tornare a Parigi per i preparativi, in vista dell'arrivo degli ambasciatori polacchi.
Il 19 agosto seguente arrivarono a Parigi duecento notabili polacchi che portavano la corona al loro nuovo re. Per accoglierli vennero organizzate sontuose feste. Nel frattempo suo fratello Carlo IX designò Enrico suo erede in assenza di figli maschi «nonostante che egli fosse assente e residente lontano da questo regno».
Il 26 agosto i polacchi iniziarono delle trattative con il nuovo sovrano per fargli firmare i pacta conventa, articoli della nuova costituzione polacca votati dalla Dieta. Enrico avrebbe dovuto accettarli tutti, altrimenti non sarebbe stato riconosciuto come sovrano di Polonia. Oltre alla nuova costituzione a Enrico furono presentate anche altre proposte: le sue rendite francesi avrebbero dovuto ripagare il debito della Polonia, pagare l'esercito polacco, creare una flotta per lo stato, dare nuovo lustro all'università di Cracovia permettendo scambi culturali con la Francia e l'Italia e infine sposare la sorella del defunto re, Anna Jagellona.
Le trattative per conto del duca d'Angiò furono portate avanti da René de Villequier, Philippe Hurault de Cheverny e il cancelliere René de Birague. Gli articoli vennero infine approvati il 9 settembre. Enrico riuscì a trattare su due punti: le nozze con Anna Jagellone, poiché mancava il consenso di quest'ultima, e la possibilità di scegliere personalmente come usare in Polonia i soldi provenienti dalla Francia.
Il 10 settembre avvenne la cerimonia di giuramento a Notre-Dame de Paris e tre giorni dopo, nel palazzo di Giustizia, Enrico ricevette il diploma del decreto d'elezione. Dopo una serie di fastose celebrazioni, il duca si mise in viaggio verso Cracovia, capitale del suo nuovo regno, accompagnato dalla delegazione polacca e dalla corte francese. Suo fratello Carlo IX si ammalò gravemente e lasciò la corte a Vitry. A Nancy, il re di Polonia e il suo seguito furono ospitati da sua sorella Claudia di Valois e dal cognato Carlo III di Lorena. Durante alcune feste, Enrico conobbe Luisa di Vaudémont, sua futura moglie.
Giunti a Blâmont, il re di Polonia dovette separarsi, non senza rammarico dalla famiglia e dalla corte. Fu in questa occasione che Enrico chiese nuovamente sostegno a sua sorella Margherita e di rinsaldare la loro alleanza politica che si era dissolta tempo prima e la sorella accettò. In Polonia Enrico procrastinò alcuni passi che lo avrebbero legato strettamente al regno, come il matrimonio con la sorella del re, ben più vecchia di lui e assai poco attraente.

#### Ritorno in Francia

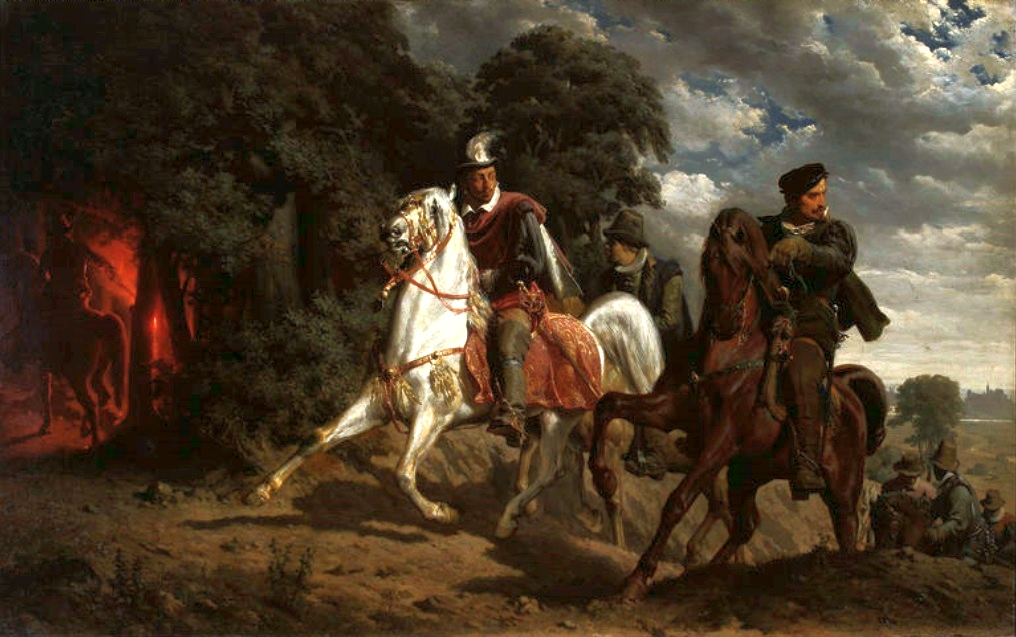
Enrico III fugge dalla Polonia. Dipinto del XIX secolo

Alla morte del fratello Carlo IX, il 30 maggio 1574, vennero immediatamente inviati diversi corrieri assai fidati a Enrico, che venne avvisato però da un messaggero dell'Imperatore poco prima del loro arrivo, il 15 giugno. Conscio dello stato precario di salute in cui il fratello versava da mesi, aveva compiuto alcuni preparativi per il viaggio, ma in modo poco accurato. Pochi giorni dopo, dimostrando un certo coraggio personale, con pochissimi compagni fuggì da Cracovia, dirigendosi verso i territori imperiali slesiani. Enrico lasciava infatti la Polonia senza il consenso della Dieta, portando con sé nella sua fuga anche i gioielli della corona polacca. Formalmente conservò la corona di Polonia fino al 18 giugno dell'anno seguente.
A Vienna venne calorosamente accolto dal suo ex rivale per il trono polacco, Massimiliano II, ed entrò in possesso del denaro inviatogli dalla madre.
Passò poi in Italia. L'11 luglio 1574 arrivò a Venezia, dove venne accolto con entusiasmo. Vi si trattenne una quindicina di giorni, spendendo una quantità enorme di denaro in feste e regali, rapito dal clima di festa e opulenza della città.
Raggiunto dallo zio Emanuele Filiberto di Savoia, passò quindi per Ferrara, Mantova, Torino e infine le Alpi, continuamente sollecitato ad affrettarsi dalle lettere della madre, che si era fatta dichiarare reggente dal figlio morente. Malgrado il fratello minore di Carlo, Francesco duca d'Alençon, e il cognato Enrico avessero senza indugio ratificato l'atto, Caterina era preoccupata dalla situazione politica turbolenta.

In particolare il duca d'Alansone, alleato al re di Navarra, nei mesi precedenti la morte di Carlo IX si era posto a capo di una serie di complotti orditi dal gruppo dei Malcontent, fazione politica formata da protestanti e cattolici moderati. Questi complotti, sventati in parte dalla regina madre e dalla disorganizzazione degli stessi fautori, miravano ad attuare un colpo di Stato e mettere sul trono di Francia il cadetto dei Valois. Alleata a suo fratello Francesco, vi era anche Margherita di Valois: la regina di Navarra aveva infatti deciso di schierarsi con il fratello minore, tradendo le promesse fatte a Enrico prima della sua partenza per la Polonia.
Malgrado questo Enrico si trattenne diversi giorni in Savoia, dove si fece convincere dallo zio a ottemperare alle cessioni di alcune città piemontesi previste dal trattato di Cateau-Cambrésis, che non erano mai state attuate, malgrado la regina madre lo avesse pregato nelle sue lettere di non fare concessioni ai suoi favoriti o di prendere decisioni importanti prima del suo rientro. Fu una decisione impopolare, che si attirò le proteste di diversi nobili (lo stesso duca di Nevers, confidente stretto di Caterina, era governatore di alcuni territori francesi in Italia), ma gli fece ottenere alcune migliaia di soldati savoiardi. Caterina, che aveva lasciato Parigi alla volta di Lione portando con sé Francesco Ercole (divenuto duca d'Angiò) ed Enrico di Navarra, strettamente sorvegliati da tempo, riabbracciò l'amato figlio a Bourgoin il 5 settembre. Enrico abbracciò i due congiunti e con un atto di magnanimità li perdonò, chiedendo in cambio di astenersi da complotti e intrighi contro il nuovo regno.
Il giorno seguente Enrico entrò a Lione, ma volle fare il suo ingresso in maniera non ufficiale poiché non era stato ancora consacrato.

### Re di Francia

#### L'inizio di un regno caotico
A Lione Enrico riunì il suo primo Consiglio e su proposta della regina madre decise di assottigliare il numero di segretari di stato, che dovevano tornare a svolgere il compito di redattori, e di eliminare il Consiglio delle Finanze, che nel tempo aveva travalicato le sue attribuzioni decidendo su altre questioni rispetto a quelle finanziarie. Il sovrano decise di fare accedere al Consiglio di Stato otto membri fidati che lo avevano seguito durante il suo regno in Polonia (Villequier, Retz, Souvré, Larchant, Bellegarde e Ruzé), affidando loro incarichi importanti a corte.
Supportato dal Consiglio rifiutò le proposte di trattative proposte da Enrico I di Montmorency, conte di Damville. Il clero avrebbe pagato le spese della guerra, come ottenuto dalla regina madre. Dopo una requisitoria fortemente polemica del conte di Damville, iniziò una campagna di libelli contro la famiglia reale: secondo un famoso libello dell'epoca Le Réveille-matin des Français, la dinastia Valois avrebbe dovuto essere sostituita dai discendenti di Carlo Magno, cioè i Guisa.
Enrico fu incoronato a Reims il 13 febbraio 1575 con il nome di Enrico III. Il 15 febbraio sposò Luisa di Lorena-Vaudémont.

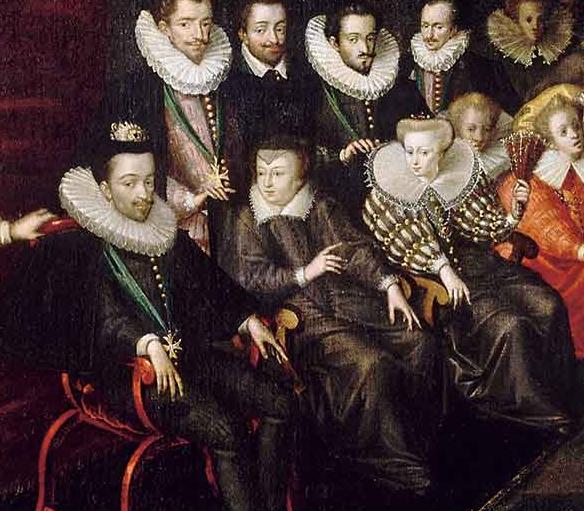
Il sovrano, la regine madre Caterina de' Medici e la regina Luisa di Lorena, ritratti durante un ballo di corte

Sia il fratello Francesco, duca d'Alençon sia il re di Navarra finirono per lasciare la corte e prendere le armi. Allora iniziò una campagna che fu disastrosa per il re. Nonostante la vittoria del 6 maggio 1576, Enrico III concesse la pace chiamata pace di Monsieur, di cui suo fratello (a cui il re concesse diversi titoli, tra cui quello di duca d'Angiò) fu il principale beneficiario assieme ai protestanti che ottennero numerosi vantaggi in ambito di libertà religiosa. Umiliato, Enrico III pensò di prendersi la rivincita.
Alla fine dell'anno egli doveva convocare gli Stati Generali a Blois per cercare di mettere riparo al deficit finanziario causato dalla guerra. Spinto dai deputati cattolici, decise però di riprendere la guerra contro i protestanti. Prima di iniziarla, si riconciliò con il fratello che, ricoperto di benefici, marciò al suo fianco. La campagna fu vittoriosa per il re: il 17 settembre 1577, l'Editto di Poitiers soppresse le libertà concesse agli ugonotti precedentemente.
Enrico III lasciò alla madre il compito di perfezionare la pace. Dopo un soggiorno a Nérac, dove riconciliò la coppia Navarra, ella fece un lungo giro in Francia e suggerì al re di sostenere le ambizioni di Francesco d'Angiò per i Paesi Bassi. Enrico III chiuse gli occhi sulle attività politiche del fratello a scapito degli spagnoli. L'ipocrisia della diplomazia francese provocò la collera di Filippo II e le tensioni franco-spagnole.
Il 26 luglio 1582 la flotta francese andata a conquistare Madera e le Azzorre venne completamente sconfitta da quella spagnola. L'ammiraglio spagnolo di Santa Cruz fece divulgare la relazione riguardante i morti e i prigionieri giustiziati nei modi più crudeli, tanto che l'opinione pubblica, il re e la regina madre furono duramente colpiti dal disastro militare: «se possibile dobbiamo vendicarci al più presto», affermò il sovrano.
Nel frattempo il re aveva ordinato a dei commissari di informarsi sul riscatto del demanio e sul modo di alleggerire l'imposizione fiscale al popolo. Nei primi mesi del 1583, dalle ricerche commissionate, nacquero alcune riforme come il Codice delle acque e delle foreste e un regolamento sulla ripartizione della taglia. Dopo la promulgazione di queste riforme, il sovrano cadde in una profonda crisi di malinconia, tanto da sembrare «sul punto di attentare alla sua vita» scrive Ivan Cloulas, storico francese.
Dopo il fallimento del fratello Francesco d'Angiò ad Anversa, Enrico III strinse ancor di più l'alleanza con la regina Elisabetta I d'Inghilterra.

#### La sua maniera di governare

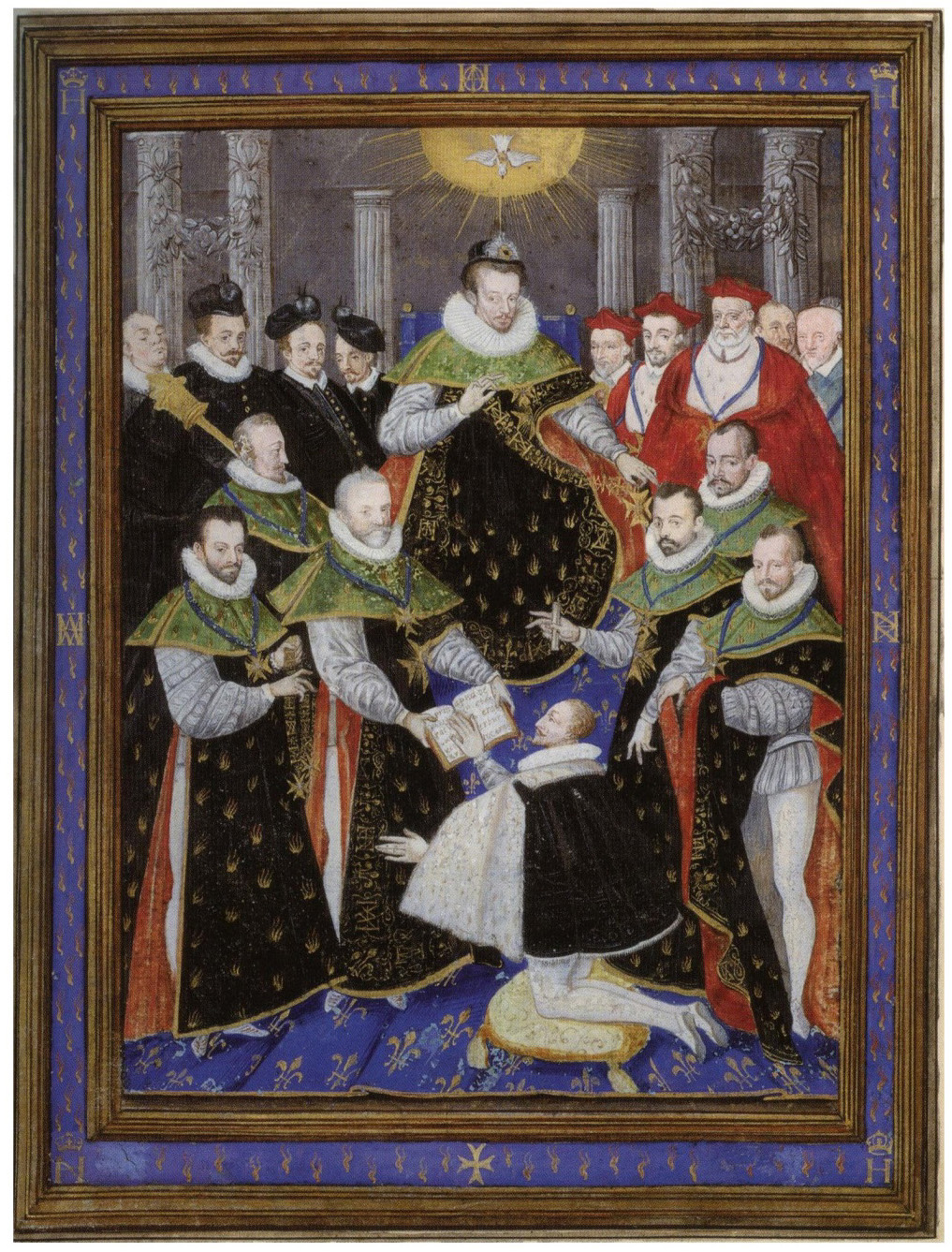
Enrico III presiede la prima cerimonia dell'Ordine dello Spirito Santo (1578)

Fu continuatore della politica della madre, Caterina de' Medici, nell'escludere dagli affari dello Stato i nobili delle grandi famiglie aristocratiche che non avevano mai cessato, fin dall'inizio delle guerre di religione, di scontrarsi per il potere. Il re promosse al rango della corte gli uomini della piccola nobiltà, per averne la fedeltà: vi si appoggiò nella sua attività di governo, affidando loro grandi responsabilità.
La corte di Enrico III si compose quindi di una folta schiera di favoriti che conobbero una carriera folgorante e che saranno chiamati i mignon. Il re voleva intorno a sé uomini completamente devoti: per realizzare questo progetto creò, nel 1578, l'Ordine dello Spirito Santo, un ordine cavalleresco che riunì tutti i membri intorno a lui. Per imporsi il re mirava a impressionare i suoi sudditi.
Organizzava feste sontuose, come quelle date in onore del matrimonio del duca di Joyeuse con la sorella della regina Luisa nel 1581. In questa occasione si rappresentava a corte il sontuoso Ballet Comique de la Reine. Il re concedeva come ricompensa anche somme di denaro rilevanti ai servitori più zelanti. Tutte queste spese non fecero che aumentare i debiti del regno, ma per il re la restaurazione del potere reale restava l'obiettivo primario.
D'altra parte, Enrico III organizzò diverse riforme importanti, soprattutto riforme monetarie che dovevano sistemare i problemi finanziari del regno. Enrico III rese anche l'etichetta di corte più rigida, anticipando così quella di Versailles di un secolo più tardi. Come Luigi XIV più tardi, Enrico III cercò di mettere in rilievo la sua maestà.

#### La guerra dei tre Enrichi
La pace instauratasi da qualche anno fu seriamente minata quando il fratello Francesco morì nel 1584 senza figli. Lo stesso Enrico III non riuscì ad avere figli e quindi eredi. La dinastia dei Valois era perciò destinata a estinguersi. Secondo la legge salica la corona sarebbe dovuta andare a Enrico III, re di Navarra, esponente del ramo cadetto dei Borbone che discendeva direttamente e per linea maschile da Luigi IX di Francia, detto San Luigi; Enrico era, tra l'altro, marito di Margherita di Valois, sorella di Enrico III di Francia. Il fatto che il re di Navarra fosse protestante causava però un grande problema per le coscienze cattoliche, per le quali era assolutamente impossibile che un protestante potesse salire sul trono di Francia.
Per i cattolici era anche difficile ipotizzare una riconciliazione tra il re di Francia e il re di Navarra. Sotto la spinta della Lega cattolica e del suo capo Enrico di Guisa, Enrico III firmò il trattato di Nemours (7 luglio 1585). Il re ordinò di cacciare gli eretici dalla Francia e soprattutto dichiarò guerra all'ugonotto Enrico di Navarra, suo potenziale successore. Iniziò così l'ottava e ultima guerra di religione.
Tuttavia, le ambizioni della Lega Cattolica e la sua vasta dimensione provocarono l'odio del re verso il movimento. Egli tentò in tutti i modi di frenarne la diffusione. Molto presto tra lui e gli ambienti cattolici cittadini, il cui malcontento andava crescendo, si creò un fossato. Questi ultimi lamentavano la mancanza di energia nella guerra contro i protestanti.
Enrico III in effetti cominciò a temere più le ambizioni della lega che i protestanti. L'immagine del re, fortemente criticata dai pamphlet della Lega e dal clero parigino si deteriorò anche negli ambienti popolari. Il 12 maggio 1588 gli estremisti cattolici parigini provocarono un'insurrezione: fu la giornata delle barricate e il giorno successivo il re fu costretto a lasciare a Parigi.

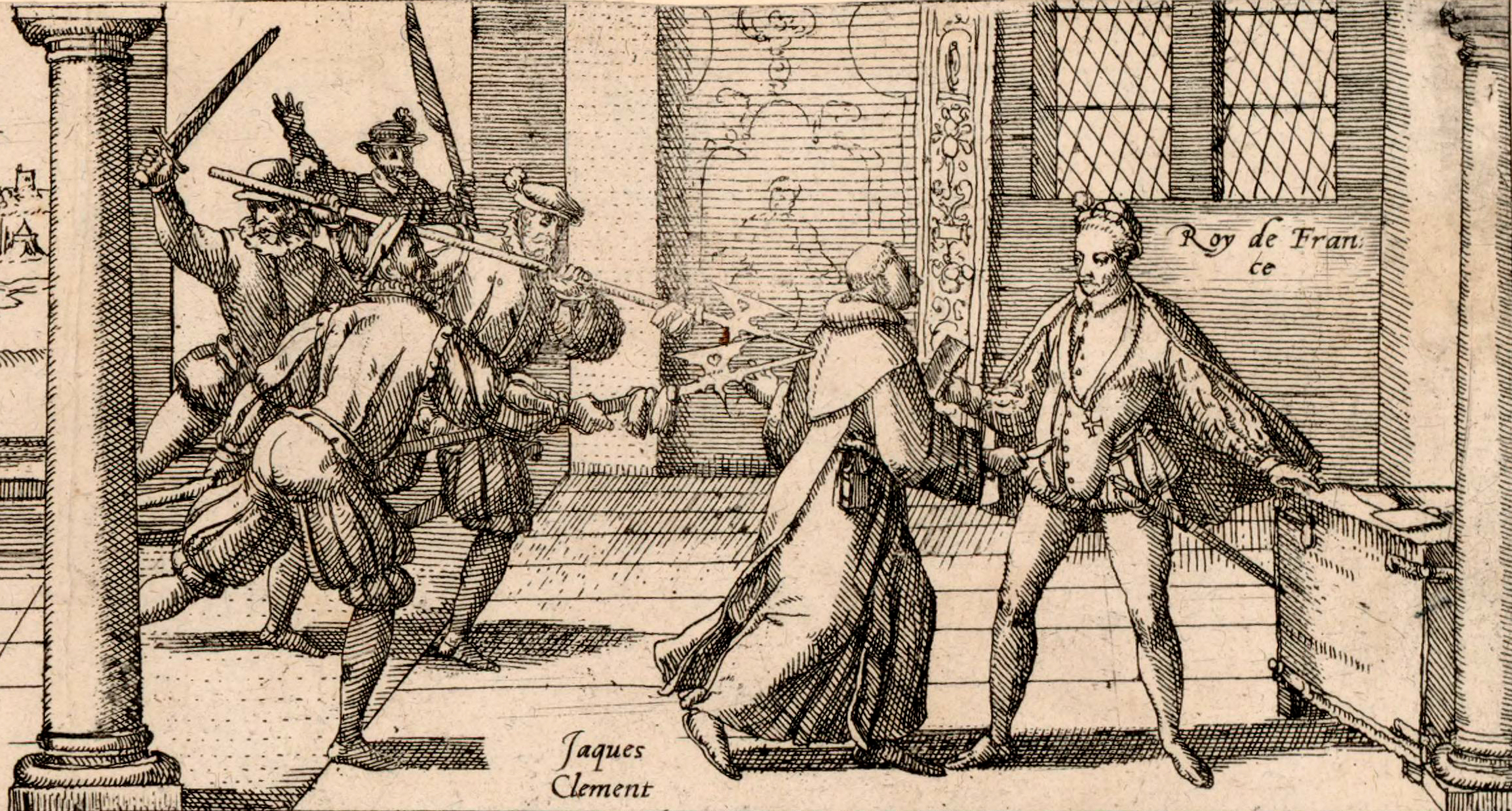
Jacques Clément uccide Enrico III

Enrico III ormai non aveva più nulla da perdere e convocò gli Stati Generali a Blois. Il 23 dicembre 1588, il re fece assassinare il duca Guisa dai Quarantacinque, la sua guardia privata, mentre esponenti della Lega e parenti del Guisa erano messi in arresto nel castello di Blois. Il giorno seguente fu ucciso a colpi d'alabarda il cardinale di Guisa, fratello del duca, evento che fu condannato dal Vaticano. I cadaveri dei due fratelli vennero fatti a pezzi e bruciati in un camino del castello.
Il re si presentò davanti alla madre gravemente malata per informarla dell'accaduto: «Il signore di Guisa è morto; non si parlerà più di lui. [...] Io voglio essere il re e non più prigioniero e schiavo come sono stato dal 13 maggio fino a questo momento, nel quale riprendo a essere re e padrone». Caterina de' Medici morì il 5 gennaio successivo di pleurite: per evitare dicerie, il re ordinò un'autopsia.
Privata del suo capo, la Francia della Lega destituì il re. Le truppe reali e quelle protestanti allora si unirono contro la Lega. Ma il 1º agosto 1589, Enrico III fu pugnalato da Jacques Clément morendo il giorno dopo. Suo cognato (marito della sorella Margherita), Enrico di Navarra gli succedette, per l'applicazione della legge salica, con il nome di Enrico IV di Francia. Finì così la dinastia dei Valois, che regnava in Francia dal 1328.

## Il mistero di Enrico III

### La sua personalità
Enrico III era un uomo di contrasti e dalle molte sfaccettature: quella di uomo fiero, distinto e solenne ma anche quella di uomo stravagante, amante del divertimento e del piacere. La sua personalità fu complessa: sotto un'apparente dolcezza nascondeva un animo spesso nervoso che lo portava talvolta ad avere violenti accessi di collera.

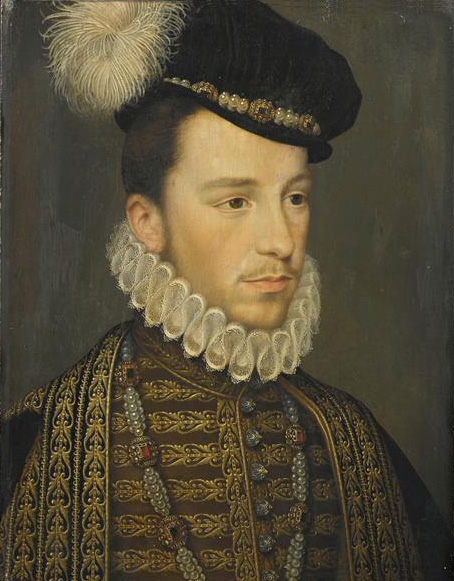
Enrico d'Angiò ritratto da François Clouet (1570 circa)

Enrico possedeva soprattutto la grazia e la maestà di un re. Sempre alla ricerca dell'eleganza, curava molto il suo aspetto. Amante della moda (in particolare di orecchini e profumi), fu il primo a indossare una figura lugubre come quella del teschio, seppure su dei bottoni, sul farsetto e sui nastri delle scarpe, come fece per la morte della sua amante Maria di Clèves. Persona molto dolce, detestava la violenza e cercava di evitare le battaglie. Inoltre non amava l'attività fisica pur essendo uno dei migliori spadaccini del regno. Il suo disgusto per la caccia e per la guerra, privilegi della nobiltà del tempo, come il suo gusto per la pulizia e l'igiene, gli valsero aspre critiche da parte dei suoi contemporanei, molti dei quali lo considerano un uomo dal comportamento effeminato. Educato in un ambiente umanistico, il re incoraggiava il mondo letterario, sostenendo finanziariamente scrittori (Montaigne, Du Perron) e si dedicava alla filosofia.
Enrico III era un re più adatto a discutere con i suoi ministri piuttosto che a guerreggiare sui campi di battaglia. Questo non gli impedì di partecipare a diverse campagne militari come quella contro il principe di Condé a Jarnac. Era un uomo molto intelligente, che mostrò in generale clemenza nei confronti dei suoi oppositori e delle città ribelli, ricercando sempre soluzioni diplomatiche.
Il sovrano fu un uomo molto pio, profondamente cattolico, e con l'età la sua devozione aumentò. La sfortuna e i mali che gravavano su di lui alla fine del suo regno gli diedero perfino un certo gusto per il macabro. Il re, di natura piuttosto emotiva, credeva che le sue sfortune, in particolare l'assenza di eredi, e quelle del regno fossero dovute ai suoi peccati. Perciò, per espiarli, spesso si ritirava per giorni interi nei monasteri a mortificarsi o in ritiri spirituali, alternando questi periodi di crisi mistica a cui obbligava l'intera corte a periodi di vita più mondana, esponendosi al biasimo dei sudditi.
(Éliane Viennot)

### Le amanti di Enrico III

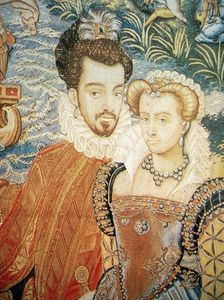
Re Enrico III e la regina Luisa di Lorena-Vaudémont particolare di un arazzo, 1580 circa. Firenze, Galleria degli Uffizi

I contemporanei di Enrico III ci hanno descritto il re come un uomo che amava molto le avventure femminili. Se queste furono meno conosciute di quelle di Enrico II o di Francesco I, ciò è dovuto al fatto che, per rispetto a sua madre e a sua moglie, Enrico III non conferì mai alle sue amanti il titolo di "favorite".
Sue amanti furono Françoise Babou de La Bourdaisière (madre di Gabrielle d'Estrées, futura famosa favorita di Enrico IV di Francia) e Renata di Rieu, dalla media nobiltà.
Nel suo viaggio italiano al rientro dalla Polonia, nel giugno del 1574, incontrò a Venezia la bellissima e famosa cortigiana Veronica Franco, della quale divenne amante. Allo stesso tempo, la sua passione per Maria di Clèves era conosciutissima e le numerose lettere che le scrisse ne sono ancor oggi la prova. Sperava di poterla sposare una volta ottenuto l'annullamento del matrimonio dal principe di Condé, tornato calvinista, ma Maria morì per delle complicanze al parto il 30 ottobre 1574: Enrico mostrò alla corte un lutto ostentato.
Nel 1575 il sovrano scelse di sposare Luisa di Lorena-Vaudémont, che pare somigliasse molto a Maria di Clèves. Questa decisione colse di sorpresa Caterina de' Medici che stava trattando per un possibile matrimonio con la figlia del re di Svezia, infatti non vi erano alcune ragioni politiche per queste nozze, la futura regina infatti «portava in dote unicamente la bellezza, la gentilezza [e] l'abnegazione totale al marito», scrive Benedetta Craveri.
La regina Luisa era molto importante nella vita spirituale ed emotiva del re, e i due avevano molta intimità. In un'occasione, Caterina de' Medici entrando negli appartamenti del re senza farsi annunciare, sorprese la regina sulle ginocchia del marito. Questa intimità non impedì a Enrico III di continuare le sue avventure galanti con varie donne (Demoiselles d'Assy, di Mirandola, di Ponto, Stavay, o una sorella di Gabrielle d'Estrées) anche dopo il suo matrimonio, seppur in maniera più discreta. Per rispetto verso la moglie che amava organizzava i suoi incontri amorosi con le amanti fuori dal palazzo, in dimore a Parigi.

### Storiografia

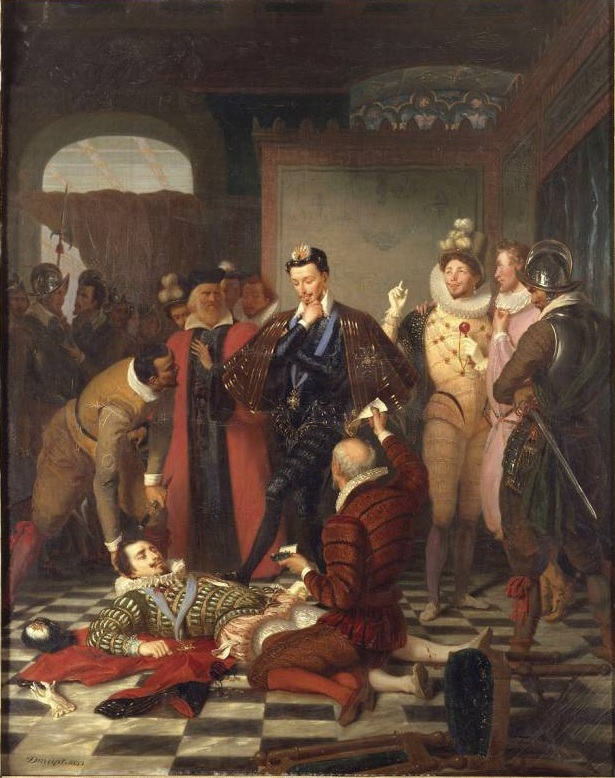
L'assassinio del duca di Guisa

Enrico III fu una figura controversa per i suoi contemporanei. «Sarebbe stato un principe eccellente se avesse avuto in sorte di vivere nel secolo giusto» disse il cronista Pierre de L'Estoile alla morte del re per ricordare che, nonostante la sua particolare personalità e l'esplosione di odio a cui dette luogo, Enrico III aveva anche le sue qualità.
In vita il sovrano ebbe forti sostenitori e ammiratori, ma altrettanti detrattori della sua immagine. Durante le guerre di religione i preti parigini non esitavano a diffondere false notizie sul re, ingiuriandolo e ridicolizzandolo nel corso di prediche infuocate. Negli ultimi mesi del suo regno, la chiamata alla rivolta venne accompagnata da una violenta ondata di libelli diffamanti destinati a sovvertire l'immagine del re nella mente dei francesi, in particolare dopo l'assassinio del duca di Guisa.
Il cambio di dinastia non permise la riabilitazione di questo re beffeggiato, nonostante le perorazioni della regina Luisa e della duchessa di Angoulême. Sotto la dinastia Borbone le vecchie mode furono derise e la corte di Enrico III ne fu l'oggetto. Il sovrano fu in particolare preso di mira dalla storiografia protestante, soprattutto dopo la notte di san Bartolomeo, e da quella borghese che ne criticava l'immoralità di cui era stato accusato. Nel libello Le réveil-matin des Français (1574) fu persino accusato di incesto con sua sorella Margherita.
A lungo andare l'immagine trasmessa di Enrico III fu indissociabile da quella dei suoi favoriti, comunemente chiamati mignons, termine già popolare nel XV secolo. Nel XIX secolo era un tema alla moda nel quale si cimentarono diversi pittori e autori romantici, raffigurando Enrico III circondato da efebi effeminati, dai costumi eccentrici e grotteschi.
Questa immagine caricaturale del re, associata alla sua presunta omosessualità, rimase molto popolare. I testi che accusarono di omosessualità il sovrano provengono da pamphlet scritti da esponenti della Lega, dagli ugonotti o dai Malcontent. Anche i cronisti come L'Estoile o Brantôme, noti per avere annotato varie informazioni scabrose sui personaggi di spicco dell'epoca non dettero credito a queste voci, mettendo invece in evidenza la passione traboccante del re per le donne.
Negli anni ottanta gli storici Jacqueline Boucher e Pierre Chevallier hanno contribuito a riabilitare l'immagine dell'ultimo sovrano della dinastia Valois. Chevallier ha confutato l'accusa di omosessualità di Enrico III, definendola «una leggenda ingiustificata e calunniosa» di cui si rideva persino nella cerchia del re, accusando Théodore Agrippa d'Aubigné di essere «il principale responsabile della leggenda dei mignon come si è perpetuata nella memoria collettiva».

## Personalità del regno di Enrico III
| La famiglia - Luisa di Lorena-Vaudémont - Caterina de' Medici - Francesco Ercole di Valois - Margherita di Valois - Enrico III di Navarra - Carlo di Valois-Angoulême - Diana di Valois-Angoulême - Carlo III di Lorena - Cristina di Lorena - Anna d'Este I Grandi di Francia - Carlo di Borbone-Vendôme - Luigi, cardinale di Guisa - Luigi III di Montpensier - Enrico I di Borbone-Condé - Enrico di Montmorency - Ludovico Gonzaga-Nevers - Enrico di Guisa - Carlo, duca di Mayenne - Carlo I d'Aumale - Carlo, duca di Elbeuf - Filippo-Emanuele di Lorena, duca di Mercoeur | I favoriti - Anne de Joyeuse - Jean Louis de Nogaret de La Valette, duca d'Épernon - Francesco d'O - Giacomo di Caylus - Enrico di Saint-Sulpice - Luigi di Maugiron - Renata di Rieux - Edmond Auger I servitori - Filippo Hurault di Cheverny - Pomponne de Bellièvre - Nicola d'Angenne - Jacques de Matignon - Giovanni VI d'Aumont - Alfonso d'Ornano - Louis, conte d'Abain I magistrati - Jacques-Auguste de Thou - Guy Du Faur de Pibrac - Barnabé Brisson - Achille di Harlay | I finanzieri - Scipone Sardini - Sebastiano Zamet I letterati e gli artisti - Giordano Bruno - François Viète - Pierre de Brantôme - Pierre Matthieu - Michel de Montaigne - Pierre de L'Estoile - Étienne Pasquier - Agostino Ramelli - Blaise de Vigenère - Jean Antoine de Baïf - Eustachio di Caurroy - Jean Bodin - Jacques Amyot - Philippe Desportes - Jean Baptiste de la Barrière - René Benoît I nemici - Caterina, duchessa di Montpensier - Bussy d'Amboise - Jean Boucher - François Bourgoing - Jacques Clément |

## Nella cultura di massa

### Letteratura
- Tre romanzi storici di Alexandre Dumas dedicati agli Ultimi Valois:
  - La Regina Margot (1845)
  - La dama di Monsoreau (1846)
  - I Quarantacinque (1847)
- La Henriade di Voltaire

### Cinema
| Anno | Film                                                                                | Attore                                         | Note                                                                            |
| ---- | ----------------------------------------------------------------------------------- | ---------------------------------------------- | ------------------------------------------------------------------------------- |
| 1908 | L'Assassinat du duc de Guise                                                        | Charles Le Bargy                               | Cortometraggio                                                                  |
| 1906 | Une conspiration sous Henri III                                                     |                                                | Cortometraggio                                                                  |
| 1911 | Une conspiration sous Henri III                                                     | Georges Wague                                  | Cortometraggio                                                                  |
| 1916 | Intolerance (Intolerance: Love's Struggle Throughout the Ages)                      | Maxfield Stanley                               |                                                                                 |
| 1923 | La dame de Monsoreau                                                                | Raoul Praxy Philippe Richard (Duca d'Angiò)    | Dal romanzo La dama di Monsoreau di Alexandre Dumas                             |
| 1924 | Le vert galant                                                                      | Raoul Praxy                                    |                                                                                 |
| 1954 | La Regina Margot (La reine Margot)                                                  | Daniel Ceccaldi                                |                                                                                 |
| 1956 | Si Paris nous était conté                                                           | Jean Weber                                     |                                                                                 |
| 1956 | Il re vagabondo (The Vagabond King)                                                 | Ralph Clanton                                  |                                                                                 |
| 1957 | Nous autres à Champignol                                                            | Jean Lefebvre                                  |                                                                                 |
| 1960 | "Henry VI Part 1: The Red Rose and the White", episodio della serie An Age of Kings | John Warner                                    |                                                                                 |
| 1960 | "Qui a tué Henri IV", episodio della serie La caméra explore le temps               | François Maistre                               |                                                                                 |
| 1962 | Les trois Henry                                                                     | Jean Muselli                                   | Film televisivo                                                                 |
| 1964 | Le armi della vendetta (Hardi Pardaillan!)                                          | Jacques Castelot                               |                                                                                 |
| 1971 | La dame de Monsoreau                                                                | Gérard Berner                                  | Miniserie televisiva tratta dal romanzo La dama di Monsoreau di Alexandre Dumas |
| 1977 | "Henri IV", episodio della serie Les samedis de l'histoire                          | Robert Ohniguian                               |                                                                                 |
| 1979 | Le roi qui vient du sud                                                             | Guy Michel                                     | Miniserie televisiva                                                            |
| 1988 | Le chevalier de Pardaillan                                                          | François Marthouret                            | Serie televisiva                                                                |
| 1989 | "Catherine de Médicis", episodio della serie Les dossiers de l'écran                | Jean Dalric                                    |                                                                                 |
| 1990 | Donne di piacere (Dames galantes)                                                   | Robin Renucci                                  |                                                                                 |
| 1994 | La regina Margot (La reine Margot)                                                  | Pascal Greggory                                | Dall'omonimo romanzo di Alexandre Dumas                                         |
| 1996 | Koroleva Margo                                                                      | Evgeniy Dvorzhetskiy                           | Serie televisiva                                                                |
| 1998 | Grafinya de Monsoro                                                                 | Evgeniy Dvorzhetskiy                           | Serie televisiva                                                                |
| 1998 | Elizabeth (Elizabeth)                                                               | Vincent Cassel                                 |                                                                                 |
| 2008 | La dame de Monsoreau                                                                | Patrick Fierry Frédéric Quiring (Duca d'Angiò) | Film televisivo tratto dal romanzo La dama di Monsoreau di Alexandre Dumas      |
| 2009 | Rose et noir                                                                        | Arthur Jugnot                                  |                                                                                 |
| 2010 | La commanderie                                                                      | Scali Delpeyrat                                | Serie televisiva                                                                |
| 2010 | La princesse de Montpensier                                                         | Raphaël Personnaz                              |                                                                                 |
| 2017 | Reign (Reign)                                                                       | Nick Slater                                    | Serie televisiva                                                                |

### Teatro
- Pierre Matthieu, La Guisiade (1589).

## Ascendenza
|                                   |                |                                    | Genitori                         |  |  | Nonni |  |  | Bisnonni                  |  |  | Trisnonni                    |  |
|                                   |                |                                    |                                  |  |  |       |  |  | Carlo di Valois-Angoulême |  |  | Giovanni di Valois-Angoulême |  |
|                                   |                |                                    |                                  |  |  |       |  |  | Carlo di Valois-Angoulême |  |  | Giovanni di Valois-Angoulême |  |
|                                   |                | Margherita di Rohan                |                                  |  |  |       |  |  | Carlo di Valois-Angoulême |  |  |                              |  |
| Francesco I di Francia            |                |                                    |                                  |  |  |       |  |  | Carlo di Valois-Angoulême |  |  |                              |  |
|                                   |                | Luisa di Savoia                    | Filippo II di Savoia             |  |  |       |  |  |                           |  |  |                              |  |
|                                   |                | Luisa di Savoia                    | Filippo II di Savoia             |  |  |       |  |  |                           |  |  |                              |  |
|                                   |                | Luisa di Savoia                    | Margherita di Borbone-Clermont   |  |  |       |  |  |                           |  |  |                              |  |
| Enrico II di Francia              |                | Luisa di Savoia                    |                                  |  |  |       |  |  |                           |  |  |                              |  |
|                                   |                | Luigi XII di Francia               | Carlo di Valois-Orléans          |  |  |       |  |  |                           |  |  |                              |  |
|                                   |                | Luigi XII di Francia               | Carlo di Valois-Orléans          |  |  |       |  |  |                           |  |  |                              |  |
|                                   |                | Luigi XII di Francia               | Maria di Clèves                  |  |  |       |  |  |                           |  |  |                              |  |
| Claudia di Francia                |                | Luigi XII di Francia               |                                  |  |  |       |  |  |                           |  |  |                              |  |
|                                   |                | Anna di Bretagna                   | Francesco II di Bretagna         |  |  |       |  |  |                           |  |  |                              |  |
|                                   |                | Anna di Bretagna                   | Francesco II di Bretagna         |  |  |       |  |  |                           |  |  |                              |  |
|                                   |                | Anna di Bretagna                   | Margherita di Foix               |  |  |       |  |  |                           |  |  |                              |  |
| Enrico III di valois              |                | Anna di Bretagna                   |                                  |  |  |       |  |  |                           |  |  |                              |  |
|                                   | Piero il Fatuo | Lorenzo de' Medici                 |                                  |  |  |       |  |  |                           |  |  |                              |  |
|                                   | Piero il Fatuo | Lorenzo de' Medici                 |                                  |  |  |       |  |  |                           |  |  |                              |  |
|                                   | Piero il Fatuo | Clarice Orsini                     |                                  |  |  |       |  |  |                           |  |  |                              |  |
| Lorenzo de' Medici duca di Urbino | Piero il Fatuo |                                    |                                  |  |  |       |  |  |                           |  |  |                              |  |
|                                   |                | Alfonsina Orsini                   | Roberto Orsini                   |  |  |       |  |  |                           |  |  |                              |  |
|                                   |                | Alfonsina Orsini                   | Roberto Orsini                   |  |  |       |  |  |                           |  |  |                              |  |
|                                   |                | Alfonsina Orsini                   | Caterina Sanseverino             |  |  |       |  |  |                           |  |  |                              |  |
| Caterina de' Medici               |                | Alfonsina Orsini                   |                                  |  |  |       |  |  |                           |  |  |                              |  |
|                                   |                | Giovanni III de La Tour d'Auvergne | Bertrando VI de La Tour          |  |  |       |  |  |                           |  |  |                              |  |
|                                   |                | Giovanni III de La Tour d'Auvergne | Bertrando VI de La Tour          |  |  |       |  |  |                           |  |  |                              |  |
|                                   |                | Giovanni III de La Tour d'Auvergne | Luisa de la Trémoille            |  |  |       |  |  |                           |  |  |                              |  |
| Madeleine de La Tour d'Auvergne   |                | Giovanni III de La Tour d'Auvergne |                                  |  |  |       |  |  |                           |  |  |                              |  |
|                                   |                | Giovanna di Borbone                | Giovanni VIII di Borbone-Vendôme |  |  |       |  |  |                           |  |  |                              |  |
|                                   |                | Giovanna di Borbone                | Giovanni VIII di Borbone-Vendôme |  |  |       |  |  |                           |  |  |                              |  |
|                                   |                | Giovanna di Borbone                | Isabelle de Beauvau              |  |  |       |  |  |                           |  |  |                              |  |
|                                   |                | Giovanna di Borbone                |                                  |  |  |       |  |  |                           |  |  |                              |  |

### Fonti primarie
- Margherita di Valois, Memorie della regina Margherita di Valois, moglie d'Henrico IV il grande, Venezia, Giuseppe Sarzina, 1641. URL consultato il 3 febbraio 2019.

### Fonti secondarie
- (FR) Jean-Pierre Babelon, Henri IV, Fayard, 2017, Paris, ISBN 978-2-213-64402-8. (ed. or. 1982)
- (FR) Simone Bertière, Les reines de France au temps des Valois. Les années sanglantes, 1996, Paris, ISBN 978-2-253-13874-7.
- (FR) Jacqueline Boucher, Deux épouses et reines à la fin du XVIe siècle: Louise de Lorraine et Marguerite de France, 1998, Saint-Étienne, Presses universitaires de Saint-Étienne, ISBN 978-2-86272-080-7.
- (EN) Stuart Carroll, Martyrs and murderers. The Guise Family and the Making of Europe, Oxford Press, 2009, Oxford, ISBN 978-0-19-959679-9.
- (FR) Pierre Champion, La jeunesse d'Henri III, 2 tomes, Paris, B.Grasset, 1941-1942
- (FR) Pierre Champion, Henri III, roi de Pologne, Paris, B.Grasset, 1943-1951
- (FR) Pierre Chevallier, Henri III: roi shakespearien, Paris, Fayard, 1985, ISBN 978-2-213-01583-5.
- Ivan Cloulas, Caterina de' Medici, Firenze, Sansoni editore, 1980.
- Benedetta Craveri, Amanti e regine. Il potere delle donne, Milano, Adelphi, 2008, ISBN 978-88-459-2302-9.
- Janine Garrisson, Enrico IV e la nascita della Francia moderna, Milano, Mursia, 1987.
- (FR) Janine Garrisson, Les derniers Valois, Paris, Fayard, 2001, ISBN 978-2-213-60839-6.
- (FR) Arlette Jouanna, Le Devoir de révolte. La noblesse française et la gestation de l'État moderne, 1559-1661, Paris, Fayard, 1989, ISBN 2-213-02275-5.
- (EN) Robert J. Knecht, Catherine de' Medici, London and New York, Longman, 1998, ISBN 0-582-08241-2.
- (EN) Robert J. Knecht, The Valois: Kings of France 1328-1589, London and New York, Longman, 2007, ISBN 9781852855222.
- (EN) Robert J. Knecht, Hero or Tyrant? Henry III, King of France 1574-89, London and New York, Routledge, 2014, ISBN 978-1-4724-2930-8.
- (EN) Mack P. Holt, The duke of Anjou and the politique struggle during the wars of religion, Cambridge, Cambridge University Press, 2002, ISBN 0-521-89278-3.
- (FR) Nicolas Le Roux, Le faveur du Roi: Mignons et courtisans au temps des derniers Valois (vers 1574 - vers 1589), Seyssel, Epoques Champ Vallond, 2000, ISBN 978-2-87673-311-4.
- (EN) Irene Mahoney, Madame Catherine, New York, Coward, McCann and Geoghegan, inc., 1975, ISBN 0-698-10617-2.
- (FR) Michel Simonin, Charles IX, Paris, Fayard, 1995, ISBN 978-2-213-59401-9.
- (FR) Jean- François Solnon, Henri III: un désir de majesté, Perrin, 2001
- Stefano Tabacchi, La strage di San Bartolomeo. Una notte di sangue a Parigi, Vulcanica di Nola, Salerno editrice, 2018, ISBN 978-88-6973-271-3.
- Éliane Viennot, Margherita di Valois. La vera storia della regina Margot, Milano, Mondadori, 1994.
- (EN) Hugh Noel Williams, Henry II and his court, New York, Charles Scriben's sons, 1910.
- Nuccio Ordine, Tre corone per un re. L'impresa di Enrico III e i suoi misteri, prefazione di Marc Fumaroli, Bompiani, Milano, 2016